# PAEハニア
ハニアFC（Chania Football Club (ギリシア語: Π.Α.Ε. Χανιά)）は、ギリシャのハニア県ハニアをホームタウンとするサッカークラブである。

## 歴史
1926年にPGSキッサミコス (ΠΓΣ Κισσαμικός) が創設された。キッサミコスはハニオンサッカー協会 (Ε.Π.Σ. Χανίων) の地域カテゴリでリーグ優勝やカップ優勝を記録した。2014-15シーズンにガンマ・エスニキで優勝してクラブ史上初となるプロリーグのカテゴリへの昇格を果たし、2015-16シーズンにフットボールリーグで6位の成績を残した。
1945年に創設されたAOハニア (ΑΟ Χανιά) は1970年にベータ・エスニキに参加、1971-72シーズンにベータ・エスニキのAグループで最高成績の3位を記録した。2004-05シーズンにAOハニア2004と合併、2006年にデルタ・エスニキのAEハニオン (ΑΕ Χανίων) と合併した。2012-13シーズンにフットボールリーグ昇格を決めた。
2017年8月24日にPAEキッサミコス (ΠΑΕ Κισσαμικός) とAOハニアが合併して、PAE AOハニア＝キッサミコス (ΠΑΕ ΑΟ Χανιά-Κισσαμικός) が誕生した。2017-18シーズンにフットボールリーグで4位の成績を残した。
2018-19シーズンにフットボールリーグで6位の成績を残して、2019-20シーズンのリーグシステムの変更に伴って新創立されたスーパーリーグ2の参加資格を獲得した。
2019年2月6日に2019-20シーズンにPAEハニア (ΠΑΕ Χανιά) に改称されることが発表された。

## 歴代所属選手
- マリオ・マルティネス・ルビオ 2019